# Регија Бијељина
Регија Бијељина је једна од нодално-функционалних регија Републике Српске. Постоји више различитих регионалних подјела Републике Српске, а у готово свакој од њих Бијељина представља центар једне од регија.

## Територијално Распрострањење
Према Просторном плану ова регија је дефинисана као мезорегија и обухвата сљедеће општине:
- Бијељина,
- Угљевик,
- Лопаре,
- Доњи Жабар,
- Пелагићево,

те општине субрегије Зворник:
- Зворник,
- Осмаци,
- Шековићи,
- Власеница,
- Милићи,
- Братунац и
- Сребреница.

Тај простор, али без општина Доњи Жабар и Пелагићево покрива и Центар јавне безбједности Бијељина.
Простор надлежности Окружног суда у Бијељини је још мањи за општине Шековићи, Власеница и Милићи.
У уџбеницима географије издвојена је биполарна Добојско-бијељинска регија. Њу чине:
- општина Бијељина,
- општина Угљевик,
- општина Лопаре,
- дистрикт Брчко,

те општине мезорегије Добој:
- Добој,
- Теслић,
- Дервента,
- Петрово,
- Брод,
- Модрича,
- Вукосавље и
- Шамац.

- Мезорегија Бијељина према Просторном плану Републике Српске
- Општине које су у надлежности ЦЈБ Бијељина
- Општине које су у Окружног суда у Бијељини
- Добојско-бијељинска регија према уџбеницима Географије